# Landscapes
Pour les articles homonymes, voir Landscape.
Landscapes est un groupe britannique de hardcore mélodique, originaire d'Exeter, en Angleterre, actif entre 2008 et 2017.

## Histoire

### Débuts
Landscapes est formé en 2008 par le chanteur Shaun Milton, les deux guitaristes Martin Hutton et Kai Sheldon, ainsi que par le bassiste Nick Willcox et le batteur Jordan « Jordi » Urch dans le Somerset au Royaume-Uni. Entre-temps, Willcox est remplacé par Tom Diamond Poulton à la basse.
En mai 2010, l'EP Reminiscence est publié sur Broken Night Records. Le premier album Life Gone Wrong sort d'abord en juillet 2012 sur City of Gold Records ; il n'est plus disponible. Une réédition de l'album a lieu en septembre 2013 sur Pure Noise Records,. Le 4 août 2012, le groupe joue au Hevy Music Festival dans le Kent, où le groupe était présent sur la Red Bull Bedroom Jam Stage. Eisberg et Brutality Will Prevail jouent également le même jour. La performance au Hevy Music Festival faisait partie de la tournée européenne des groupes The Carrier et All Teeth, dans laquelle Landscapes fait la première partie. La tournée se déroule en Allemagne, aux Pays-Bas, en Autriche, en Belgique, en Italie et au Royaume-Uni,,.
Entre le 18 et le 23 février 2013, Landscapes joue en première partie de Stray from the Path et The Ghost Inside dans le cadre de la tournée Rock Sound Impericon Exposure. La tournée de concerts comprend six représentations au Royaume-Uni. Du 9 au 20 septembre 2013, Landscapes joue en première partie de The Amity Affliction avec In Hearts Wake lors d'une tournée européenne. Les concerts ont lieu en Allemagne, en Belgique, en France, en Autriche et au Royaume-Uni. Fin janvier 2014, le groupe assure la première partie de Defeater. À cette occasion, le groupe ne joue que les concerts en Allemagne, en Italie, en Pologne, en Hongrie, aux Pays-Bas, en Belgique et en Suisse. Caspian, More than Life et Goodtime Boys ont également joué lors de cette tournée. Toutefois, More Than Life n'a joué qu'au Royaume-Uni. Avant cette tournée, Landscapes joue quatre spectacles en tête d'affiche en Allemagne. Ceux-ci ont eu lieu à Dresde, Bielefeld, Francfort-sur-le-Main et Göttingen.
Le 10 mars 2014, le groupe joue en première partie d'Architects pour leur fête de sortie d'album pour Lost Forever // Lost Together à Brighton.Northlane et Stray from the Path ont également joué lors de ce concert. Le groupe est confirmé enmai 2014 comme l'une des nombreuses premières parties de Deez Nuts. Landscapes devait donner sept concerts avec le groupe australien en Allemagne et en Suisse entre le 16 et le 23 août 2014, mais le groupe a dû annuler ces représentations car le chanteur Shaun Milton souffrait d'une laryngite depuis un certain temps. Le 30 août 2014, le groupe annonce être entré en studio pour travailler sur son deuxième album studio. Entre le 13 et le 23 novembre 2014, le groupe fait sa première apparition en Australie en tant que première partie de Trophy Eyes. Du 6 au 25 avril 2015, le groupe fait une tournée dans plusieurs pays d'Europe avec The Tidal Sleep, suivie en août d'une deuxième tournée européenne, notamment en Suisse, en Autriche et en Belgique, accompagnée de Break Even et Endless Heights.

### Modern Earthet séparation
Après plusieurs mois de silence autour du groupe, le 9 février 2016, le deuxième album, intitulé Modern Earth, est annoncé pour le 8 avril 2016. De plus, un premier nouveau morceau, Neighbourhood, est publié. L'album est enregistré aux Panda Studios de Fremont, en Californie, avec le producteur Sam Pura, tandis que Neil Kennedy s'est chargé du mastering à la Ranch Production House de Southampton. L'album sort finalement dans le monde entier le 8 avril 2016.
Du 4 au 20 mai 2016, le groupe fait une tournée en Europe avec Capsize. Après que le groupe soit devenu silencieux en 2017, que toutes ses présences sur Internet aient été coupées et qu'un statut suspect ait été publié sur Twitter, un musicien du groupe confirme en janvier 2018 que Landscapes n'était plus actif.

## Style musical
Sebastian Berning de Powermetal.de décrit le style musical de Landscapes comme un « hardcore sombre et mélodieux » et classe le groupe parmi des groupes comme Dead Swans, More Than Life, The Carrier et Killing the Dream. Selon Berning, les chansons sonnent « joliment désespérées, sombres et tristes ». Le style musical est néanmoins mélodique et varié. Patrick Siegmann, rédacteur chez Stageload, estime que Landscapes ne se distingue pas par ses riffs, mais par son émotion. Le magazine britannique Rock Sound estime que Landscapes a trouvé l'harmonie entre agressivité et émotion. Le critique compare le son du groupe à celui de groupes de post-rock. Lors d'une interview, Milton révèle que les textes du groupe ont été écrits sur une base très personnelle.

## Discographie

### Albums studio
- 2012 : Life Gone Wrong (City of Gold, Pure Noise Records)
- 2016 : Modern Earth (Pure Noise Records)

### EP
- 2010 : Reminiscence (Broken Night)